# Geschichte der Juden in Hann. Münden

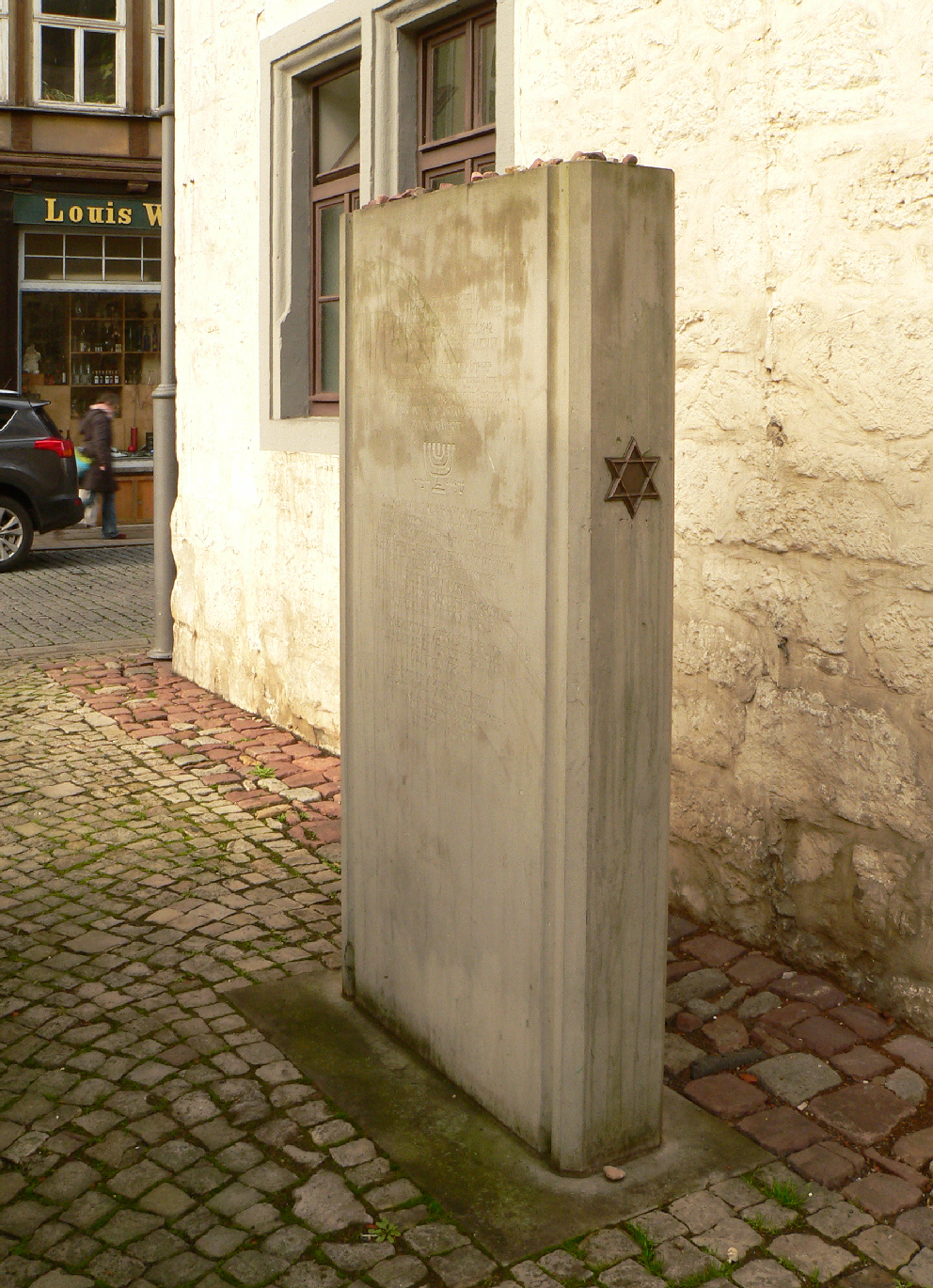
Gedenkstein am Rathaus Münden zur Mahnung und Erinnerung an die Jüdische Gemeinde in Hann. Münden

Die überlieferte Geschichte der Juden in Hann. Münden beginnt im Jahre 1397 durch eine erstmalige Nennung von Schutzjuden in den Aufzeichnungen des Welfenschlosses Münden. Nach der Vertreibung aus der Stadt Münden durch Herzog Erich II. um 1590 bildete sich erst Mitte des 17. Jahrhunderts wieder eine jüdische Gemeinde in der Stadt. 1834 weihte sie eine Synagoge ein und ab 1843 erhielten ihre Mitglieder volle Bürgerrechte. Alle Angehörige der ehemaligen Jüdischen Gemeinde wurden während der Zeit des Nationalsozialismus vertrieben, deportiert und ermordet. Seitdem gibt es keine praktizierende Gemeinde mehr, jedoch sind mit dem Alten und dem Neuen Jüdischen Friedhof zwei frühere Bestattungsplätze erhalten geblieben. Heute erinnert am Rathaus Münden ein Gedenkstein an die ehemalige Jüdische Gemeinde.

## Geschichte
In Münden, wie die Stadt Hann. Münden bis ins 19. Jahrhundert hieß, werden Juden erstmals im Jahr 1397 urkundlich erwähnt. In anderen Städten des heutigen Niedersachsens sind sie bereits im 13. Jahrhundert nachzuweisen, wie in Helmstedt (1240), Hameln (1277), Hannover (1292) und Braunschweig (1296). Die Ersterwähnung von 1397 handelt von drei Schutzjuden. Ihre geringe Rechtsstellung zeigt sich unter anderem daran, dass ihnen ab 1466 verboten war, Häuser zu besitzen. 1456 mussten Juden in Münden eine herzogliche Judensondersteuer von 1000 Gulden aufbringen. Im Ort gab es für jüdische Bewohner mit der Jodenstrate eine Jüdenstraße, die sich erstmals 1520 nachweisen lässt. Dies entsprach der Forderung der Katholischen Kirche nach der Trennung der christlichen von der jüdischen Bevölkerung. 1547 wird die Jüdische Gemeinde als Gemeine Judeschafft in Münden erwähnt. Über die Anzahl ihrer Mitglieder ist nichts weiteres bekannt, es wird aber von mehreren Familien ausgegangen. Die Landesvertreibung von Juden durch Herzog Erich II. von 1590/1591 bedeutete das Ende des jüdischen Lebens in der Stadt. Erst nach dem Dreißigjährigen Krieg zog vermutlich 1654 ein Jude nach Münden. Aus dem Jahr 1702 ist die Anwesenheit von vier jüdischen Familien überliefert, die teilweise über Jahrzehnte im Ort lebten. Aus dieser Zeit ist bekannt, dass ein Jude ein Haus besaß. Erst 1781 kam ein Jude erneut zu Immobilienbesitz, der aber keine Bürgerrechte besaß. Durch eine Verordnung von 1723 waren den Juden viele Erwerbszweige verschlossen. Im Prinzip blieb ihnen der Hausierhandel und die Betätigung als Jahrmarktbeschicker, Trödler sowie Pfandleiher. Im Status waren sie weiterhin Schutzjuden, die gegen jährliche Gebühr einen befristeten landesherrlichen Schutzbrief erhielten. Als Münden zwischen 1692 und 1806 zum Kurfürstentum Hannover gehörte, wurden die Schutzbriefe vereinheitlicht. In der Franzosenzeit während des Bestehen des Kanton Münden Anfang des 19. Jahrhunderts wurden auch in Münden Juden der übrigen Bevölkerung rechtlich gleichgestellt. Sie mussten sich einen Familiennamen zulegen, was zu ihrer Emanzipation beitrug. Bis dahin führten sie nur einen Personennamen, dem teils der Name des Vaters hinzugefügt wurde. Im Mündener Melderegister für Juden finden sich Anfang des 19. Jahrhunderts 18 jüdische Familiennamen. Das Register wurde auf Anordnung von König Jérôme Bonaparte in der Zeit zwischen 1808 und 1812 im Königreich Westphalen geführt.
Die Gleichstellung der Juden machte das Königreich Hannover 1815 nach dem Wiener Kongress wieder rückgängig. Erst 1842 besserte sich die Rechtsstellung der Juden durch das Hannoversche Gesetz über die Rechtsverhältnisse der Juden, das sich an der liberalen Judengesetzgebung in Preußen mit dem Preußischen Judenedikt von 1812 orientierte. Ermutigt durch das Gesetz beantragten 1843 acht jüdische Kaufleute aus Münden die Neuverleihung des ihnen oder ihren Vätern in der Franzosenzeit verliehene Bürgerrecht. Dieses wurde ihnen in einer Feierstunde im Rathaus Münden verliehen. Ihre völlige Gleichstellung erhielten die Juden erst nach der Revolution von 1848 durch eine Änderung der Landesverfassung des Königreichs Hannover.

### Zeit des Nationalsozialismus

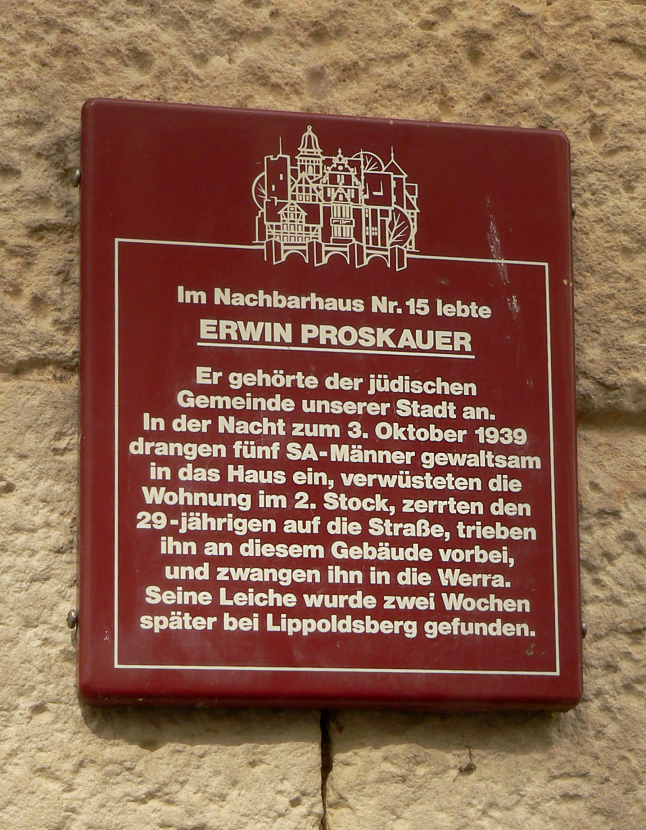
Gedenktafel am Packhof Münden für Erwin Proskauer

Zur Zeit der Machtergreifung 1933 lebten in Münden 84 Juden. Während der Novemberpogrome 1938 begingen nachts am 9. November 1938 in der Mündener Synagoge sechs bis sieben Täter erhebliche Sachbeschädigungen, die Torarollen, Gebetbücher sowie -mäntel wurden öffentlich auf dem Tanzwerder verbrannt. Im Oktober 1939 töteten fünf SA-Angehörige das 29-jährige Gemeindemitglied Erwin Proskauer wegen angeblich von Juden angestifteter Gräuel im Zusammenhang mit dem Überfall auf Polen. Sie holten ihn aus seiner Wohnung und trieben ihn in Höhe der Wanfrieder Schlagd in die Werra, wo er ertrank. Die Täter wurden 1940 wegen Totschlags zu ein- bis vierjährigen Gefängnisstrafen verurteilt, waren aber 1941 alle wieder frei.
1942 wurden die bis dahin noch verbliebenen 22 meist älteren Juden in Konzentrationslager deportiert.

## Erinnerungsorte

### Synagoge

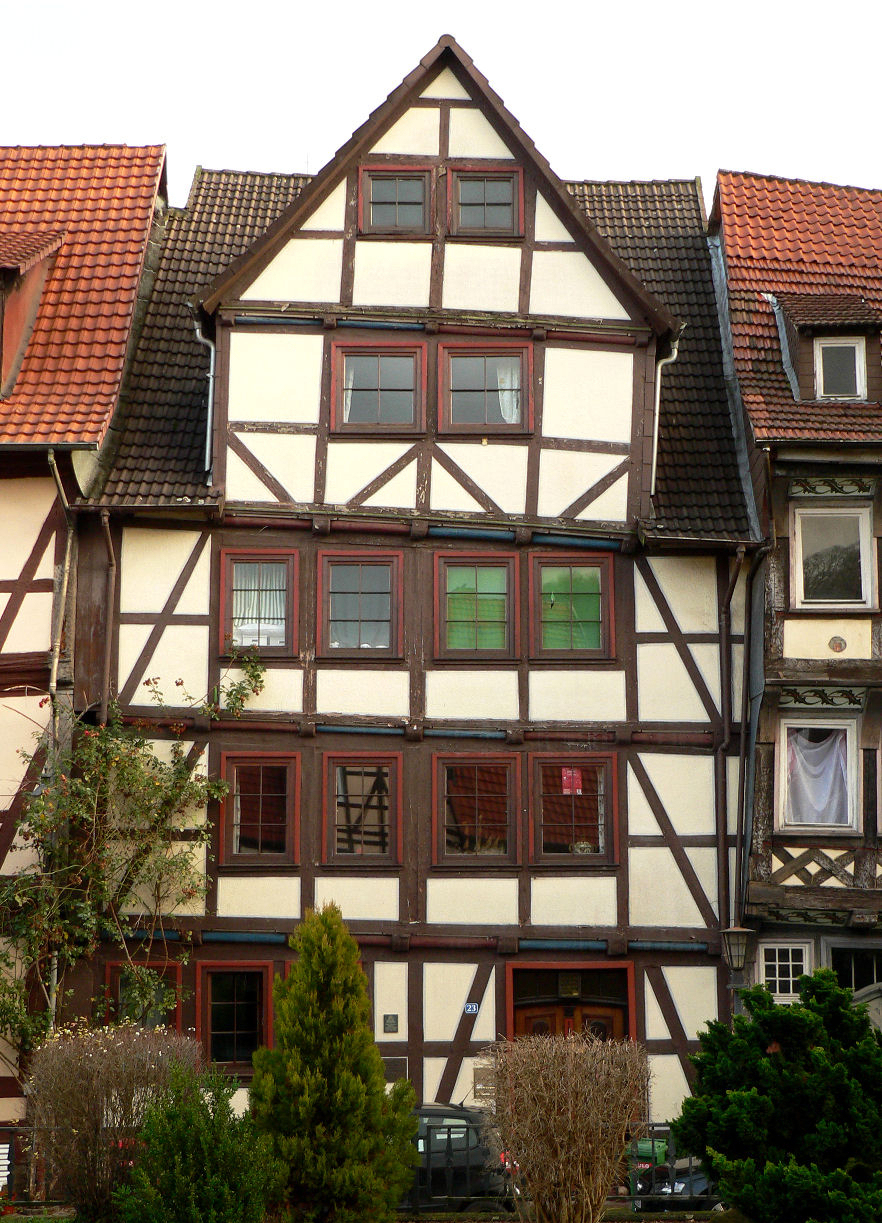
Frühere jüdische Schule mit Mikwe im Keller, auf dem Hinterhof stand das Synagogengebäude

Die Synagoge wurde 1834 auf dem Innenhof des Grundstücks Hinter der Stadtmauer 23 errichtet. Das Gebäudeinnere wurden bei den Novemberpogromen von 1938 zerstört. Danach wurde sie als Lagergebäude genutzt und 1973 abgetragen. Im Ende des 16. Jahrhunderts entstandenen Vorderhaus an der Straßenfront bestand von 1796 bis 1938 eine jüdische Schule. 1973 wurde im Keller ein tonnengewölbter Raum freigelegt und darin eine rund drei Meter tiefe Mikwe mit Grundwasser entdeckt. Die jüdische Gemeinde nutzte traditionell die Einrichtung für rituelle Waschungen mit Grundwasser. Wegen ihres Seltenheitswertes wird der Mikwe eine hohe religionswissenschaftliche Bedeutung beigemessen. Das Gebäude ist an der Straßenfront mit entsprechenden Informations- und Erinnerungstafeln versehen.

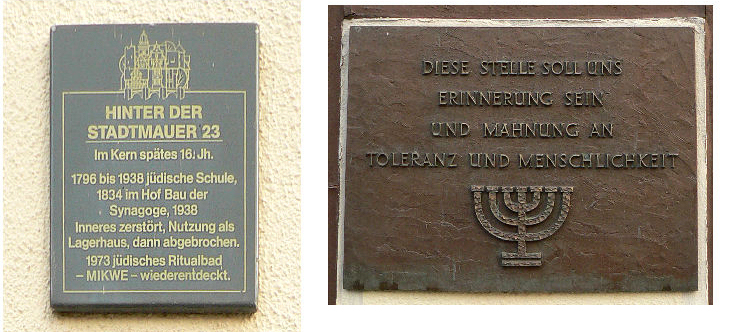
Infotafeln am Gebäude Hinter der Stadtmauer 23 zur früheren jüdischen Schule und der Mikwe
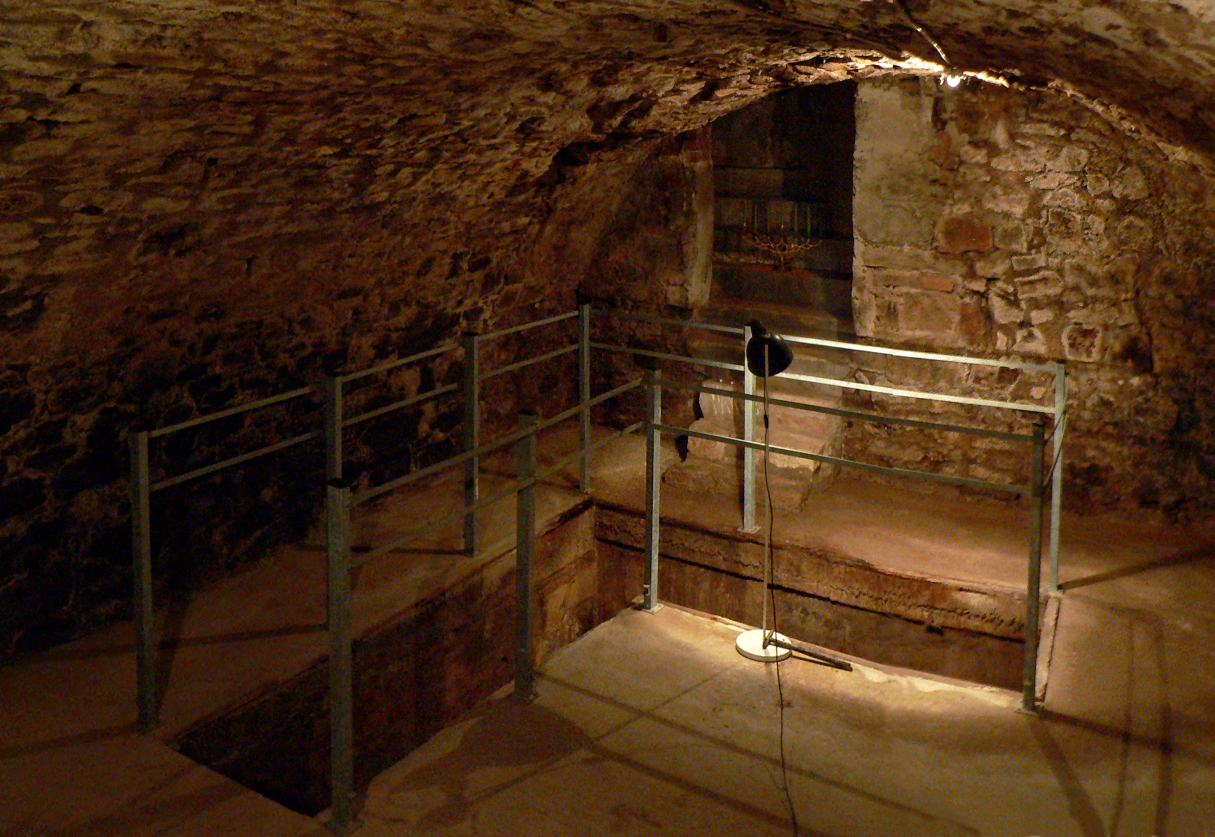
Kellergewölbe mit Mikwe unter der früheren jüdischen Schule
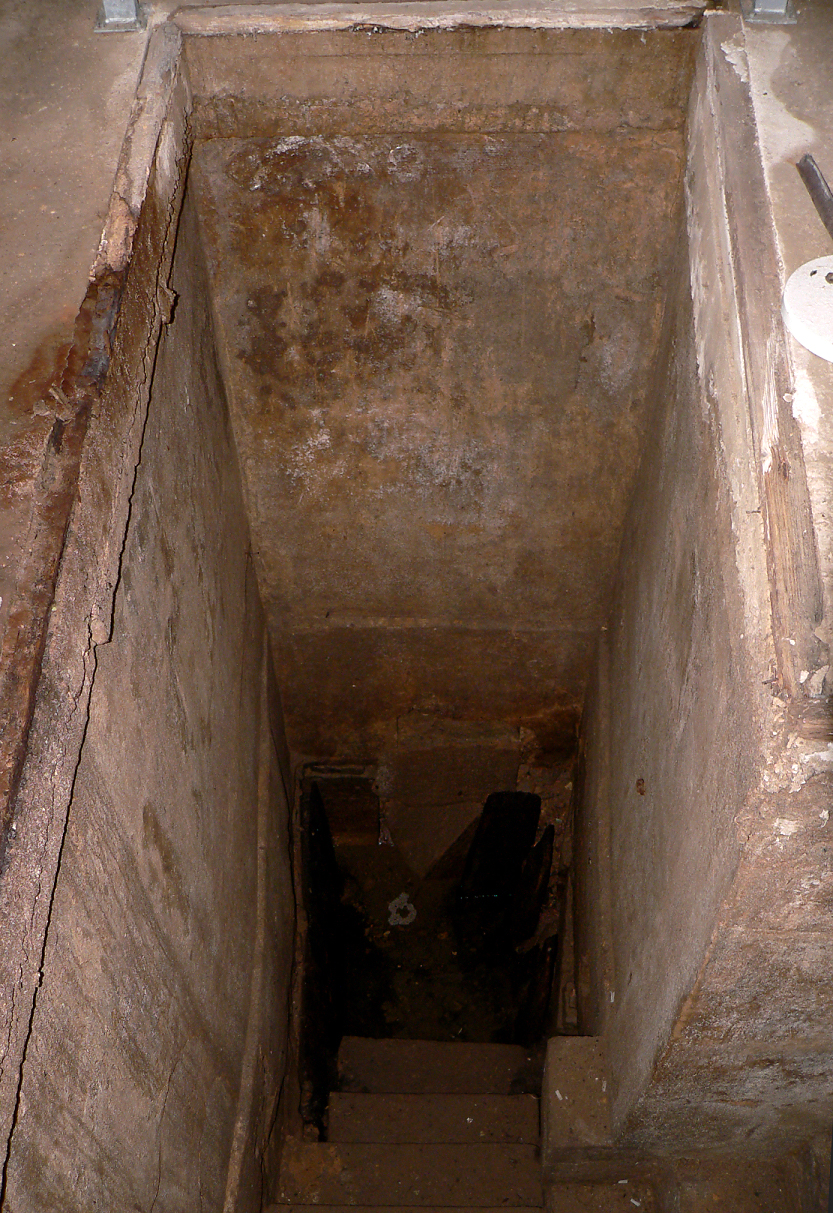
Die Mikwe mit Grundwasser

### Friedhöfe

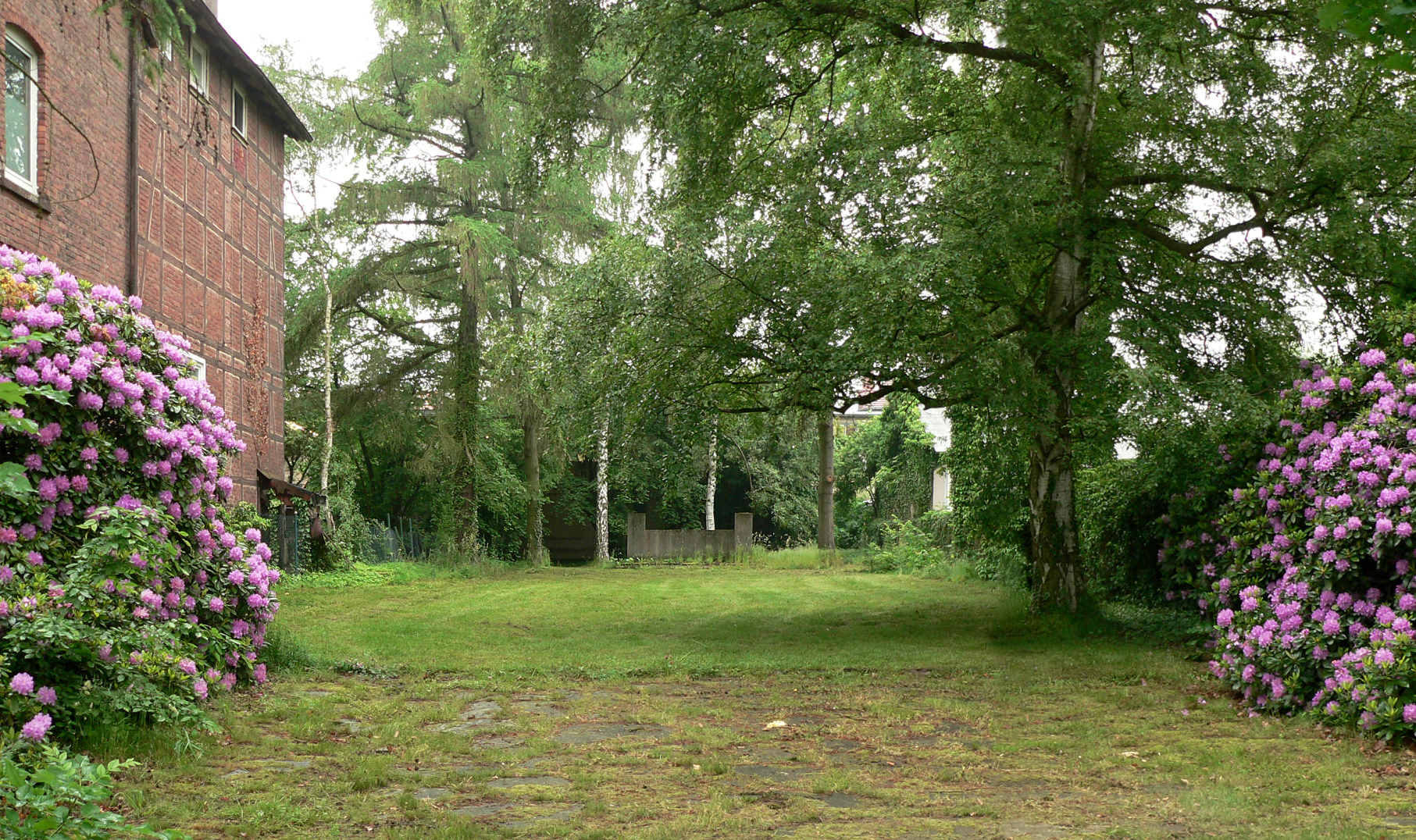
Alter Jüdischer Friedhof

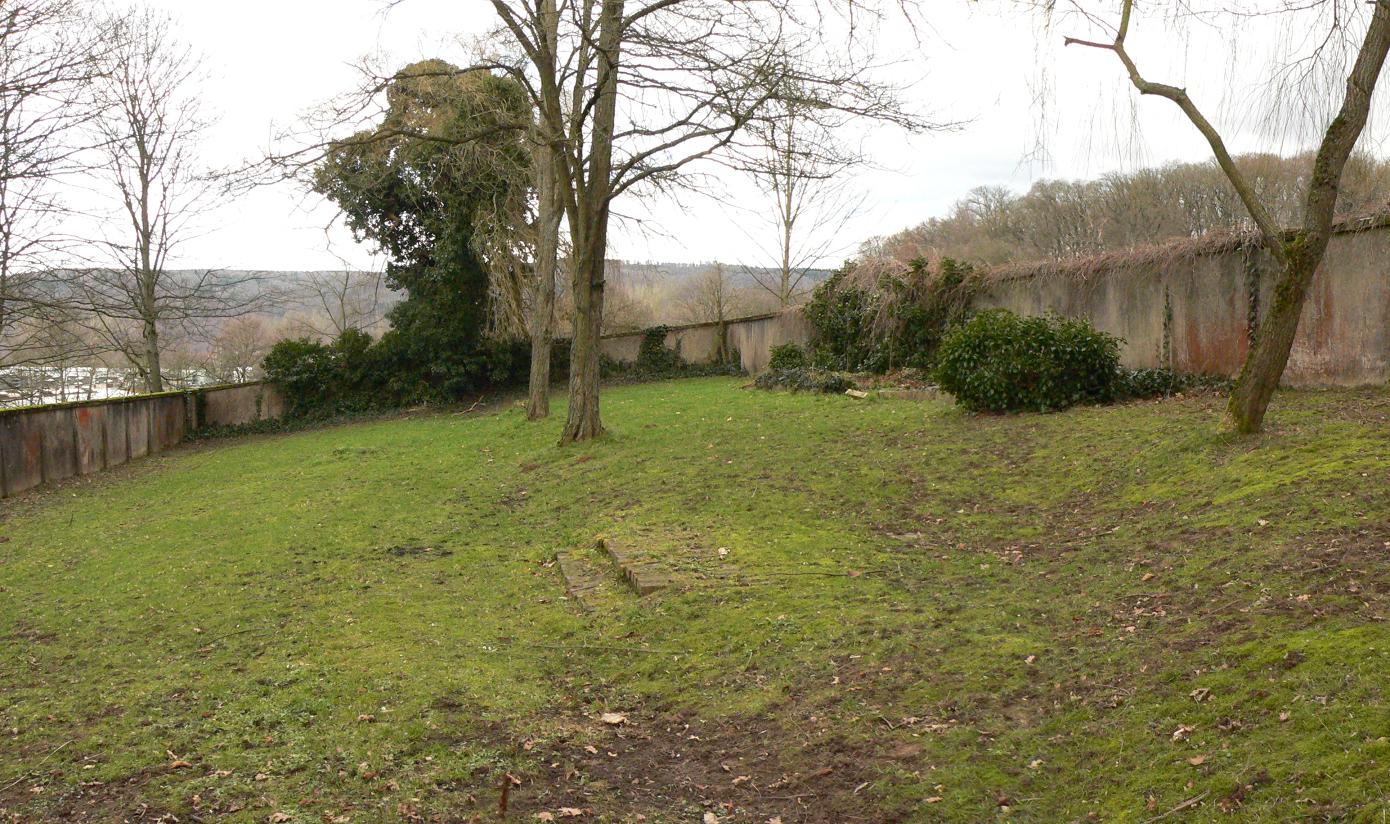
Neuer Jüdischer Friedhof

Auf dem rund 1100 m² großen Alten Jüdischen Friedhof am Vogelsangweg wurden die jüdischen Verstorbenen aus Münden und Umgebung aus der Zeit von etwa 1673 bis 1932 beerdigt. Bis zum Ende des 19. Jahrhunderts waren 291 Bestattungen vorgenommen worden und der Friedhof war weitgehend belegt. 1928 konnte die jüdische Gemeinde ein geeignetes Grundstück etwa 2 km vom Stadtkern entfernt für den Neuen Jüdischen Friedhof erwerben. Auf dem Alten Jüdischen Friedhof befinden sich keine Grabsteine mehr, aber ein Gedenkstein für die jüdischen Verstorbenen. Der Friedhof steht im Besitz des Landesverbandes der Jüdischen Gemeinden von Niedersachsen.
Der fast 1100 m² große Neue Jüdische Friedhof wurde 1932 eingeweiht. Auf ihm wurden bis zur Vernichtung der jüdischen Gemeinde im Jahr 1942 noch 7 Gräber angelegt.